# 韋爾貝納 (阿拉巴馬州)
韋爾貝納（英語：Verbena）是一個位於美國阿拉巴馬州奇爾頓縣的非建制地區。該地的面積和人口皆未知。

## 地理
韋爾貝納的座標為32°45′10″N 86°30′43″W / 32.75277°N 86.51194°W，而該地最高點為海拔高度147米（即482英尺）。